# Olivier Grenson
Olivier Grenson, né le 27 mai 1962 à Charleroi (province de Hainaut), est un auteur de bande dessinée belge.

## Biographie

### Jeunesse
Olivier Grenson naît le 27 mai 1962 à Charleroi, et est le fils d’un ingénieur et d’une peintre,,. Il grandit à Marcinelle. Déjà à 10 ans, la passion de la BD l'anime. Il dévore Tintin et Lucky Luke et le journal Spirou. Il lit Comment on devient créateur de Bandes dessinées de Franquin et Jijé et veut devenir à son tour un professionnel. À 13 ans, il réalise sa première bande dessinée lorgnant vers Blueberry et Lucky Luke qu'il photocopie et revend à des copains. Dès que ses études le lui permettent, inscrit à l'Académie des beaux-arts de Châtelet, il suit les cours de Vittorio Leonardo,.
Après des humanités scientifiques, il étudie de 1981 à 1985 le cinéma d'animation à l'École de recherche graphique de Bruxelles (ERG). Il y réalise un court métrage de 3 min 40 s Sauve qui peut diffusé sur la RTBF. Le soir, il rejoint l'atelier d'Eddy Paape, qui le fait entrer en 1983, au Journal de Tintin,.

### Les débuts
Grenson y publie la série humoristique Aldose et Glucose de 1984 à 1986. Dans ce même journal, il réalise ses premières histoires « réalistes » - comme La Mine d'or de Randy Wilson - sur un scénario des sœurs  Renée et Jeanine Rahir. 
Olivier Grenson enseigne depuis 1988 le dessin puis la bande dessinée et la narration à l'ERG et anime pendant six ans (de 1989 à 1995) la rubrique BD pour l'émission Clip Clap sur RTL TVI.
Ses projets de série avec Pierre Joassin (Charles-Edmond Vandemeulebroeck) et Denis Lapière (Les Démons d'Ariane) ne trouvent pas d'éditeurs, tandis que son adaptation en bande dessinée de la série télévisée Malvira de Patrick Chaboud capote pour des raisons de droits.
Parallèlement, il entame une série de collaborations avec Patrick Chaboud, dont une dizaine d’affiches pour le Magic Land Théâtre.
Après la publication de deux histoires courtes de Jack et Lola avec Patrick Chaboud pour la revue Circus en 1988, il publie trois gags dans Spirou en 1989.

### Carland Cross
Grenson rencontre Michel Oleffe en 1990. Il réalise sept épisodes de la série fantastique Carland Cross avec Michel Oleffe publiés dans la collection « BDévasion » aux Éditions Claude Lefrancq.

### Avec Jean Dufaux
En 1999, Jean Dufaux lui donne l’occasion de créer son héros : Niklos Koda, aux éditions Le Lombard. Le premier cycle de 10 albums s'est achevé à la fin de 2008.
Le 2 décembre 2009, il publie Carnet d'auteur chez Snorgleux Éditions.

### Les romans graphiques
Grenson adopte un dessin en couleur directe pour la réalisation de La Femme accident dans la collection « Aire libre » aux éditions Dupuis sur un scénario de Denis Lapière.
En novembre 2010, il réalise le dessin de l'affiche du 20e festival de la Ville de Plan-de-Cuques. 
En marge de la série Résistances du scénariste Jean-Christophe Derrien, il réalise l'illustration d'un récit historique de 6 planches autour de l’univers sonore de la résistance dans l'album Vivre libre ou mourir ! - 9 récits de résistance, Les huit autres récits sont illustrés par Olivier Brazao, Nicolas Delestret, Raphaël Drommelschlager, Hugues Labiano, Claude Plumail, Mara et Béatrice Tillier, publié aux éditions Le Lombard en septembre 2011.
Il publie ensuite au Lombard, dans la collection « Signé », le diptyque La Douceur de l'enfer en tant que scénariste et dessinateur à la fois. L'histoire compte 180 pages et le tome 2 est sorti en avril 2012.
Le 1er avril 2013, il publie Carnet d'auteur II chez Snorgleux Éditions.
Octobre 2013 voit le retour de Niklos Koda avec La Danse du diable et le début d'un nouveau cycle. C'est également à ce moment que le Centre belge de la bande dessinée organise une exposition rétrospective au musée de la BD jusqu'au 19 janvier 2014. En mars 2014, il publie un récit Retrouvailles en 8 planches sur un scénario de Rudi Miel dans l'album collectif Partenaires, et par ailleurs, il réalise l'affiche et préside le 14e Festi BD de Moulins,. En avril 2014 sort L'Océan.
Le 6 janvier 2015 paraît le livre de Thierry Bellefroid L'Âge d'or de la bande dessinée belge aux éditions Les Impressions nouvelles et dont le dessin de couverture sera repris comme visuel de l'affiche de l’exposition éponyme au Centre Wallonie-Bruxelles (Paris).
On retrouve Niklos Koda le 13 mars 2015 dans No Song. Olivier Grenson s'associe à Philippe Decloux, Vincent Baudoux et Robert Nahum pour créer une revue de récits graphiques : 64_page,. Il s'ensuit la publication du tome 14 Le Spiborg qui sort en 2016, pour terminer la série avec le 15e et dernier opus de la série : Le Dernier Masque en 2017.
Judith Warner, 13e opus de la série XIII Mystery et le seul scénarisé par Jean Van Hamme, sort en 2018,. Cet opus est sélectionné par Henri Filippini comme bande dessinée de la semaine et pour lequel il écrit : « Olivier Grenson (Niklos Koda) propose des images lumineuses de son trait puissant et vivant. Décors et personnages sont familiers aux lecteurs de la série sans que le dessinateur ne trahisse son propre style. Un travail d’orfèvre. »
En février 2019, il réalise un dépli-BD inédit pour le mook Tintin, c’est l’aventure no 2, édité par Moulinsart et le Géo,  (ISBN 2810427682),,.
Sur un scénario de son épouse Sylvie Roge,, il dessine La Fée assassine qui est publié au Lombard en février 2021.
Le confinement consécutif au Covid-19 lui permet d'achever le roman graphique Le Nageur solitaire publié chez Kennes Éditions en novembre 2021,,. En 2023, il rend hommage à Olivier Rameau de Dany et Michel Greg dans Tintin numéro spécial 77 ans.
En 2024, il réalise seul le roman graphique Le Partage des mondes,,, publié aux éditions Le Lombard. Il conte l'histoire du vieil Isaac, un jardinier de Kensington qui a perdu sa femme Eva sous les décombres, pendant le Blitz londonien. Il fait la rencontre de Mary, une petite fille évacuée qui ne retrouve plus sa famille pendant que les sirènes retentissent. L'ouvrage est favorablement reçu par Gilles Ratier, rédacteur en chef du site BDzoom : « Plus de 200 pages, dans un album au format traditionnel, aussi émouvantes que pertinentes ! »
Parallèlement, il apporte sa contribution graphique à Il était une fois le Mondiale (Paul Ide, 1990), Animaux a(d)mis (Alliance européenne, 1990), Flash Back (Comic! Events, 1995), Le Jour des trois soleils (1997), Les Chansons illustrées de Patrick Bruel (Soleil, 2005), Walthéries - Les auteurs BD fêtent François Walthéry (GPRD, 2012).
En termes d'influences, Grenson avoue s’inspirer de Mœbius (Le Garage hermétique), des dessinateurs italiens Mattotti, Battaglia, Toppi, Gipi. Éclectique, ses influences sont également cinématographiques avec Hitchcock et Lang ou viennent d'artistes tels que David Hockney, Dave McKean. La musique de Pink Floyd l'accompagne souvent pendant sa création.

Selon Philippe Wurm : 

« Olivier Grenson est un passeur. [...] Il enseigne depuis bientôt 35 ans et aide les nouvelles générations grâce à sa sensibilité et à la formation prestigieuse qu’il a reçue. C’est une chance pour la bande dessinée en Belgique (surréaliste !) et au-delà. »

## Œuvres

### Albums de bande dessinée

#### XIII Mystery(2018)
- 13. Judith Warner[38],[39], Dargaud Benelux, 19 octobre 2018
Scénario : Jean Van Hamme - Dessin : Olivier Grenson - Couleurs : Bérengère Marquebreucq -  (ISBN 978-2-505-07208-9)

#### La Fée assassine(2021)
- La Fée assassine[42], Le Lombard, Bruxelles, 12 février 2021
Scénario : Sylvie Roge - Dessin et couleurs : Olivier Grenson -  (ISBN 978-2-8036-7620-0)

#### Le Nageur solitaire(2021)
- Le Nageur solitaire[85], Kennes, Loverval, 3 novembre 2021
Scénario, dessin et couleurs : Olivier Grenson -  (ISBN 978-2-380-75517-6)

#### Le Partage des mondes(2024)
- Le Partage des mondes[86],[87], Le Lombard, Bruxelles, 5 avril 2024
Scénario, dessin et couleurs : Olivier Grenson -  (ISBN 978-2-8082-1192-5)

### Catalogues d'exposition
- L'Âge d'or de la bande dessinée belge[34], Les Impressions nouvelles, Bruxelles, 6/01/2015
Scénario : Thierry Bellefroid, Didier Pasamonik, José-Louis Bocquet - Dessin : collectif - Couleurs : quadrichromie -  (ISBN 978-2-87449-232-7),Régine Rémon et Jean Pierre Hupkens, auteurs de préface - Couverture de Olivier Grenson.
- Didier Comès. L'Éclat du noir profond[93], Fondation Roi Baudouin, Bruxelles, 10 décembre 2015
Scénario : Thierry Bellefroid, Olivier Grenson, Didier Platteau - Dessin : Comès - Couleurs : Noir et blanc -  (ISBN 978-94-923470-2-2),Thierry Bellefroid, vous invite à lui emboîter le pas dans l’univers intrigant de l’artiste. Didier Platteau, éditeur de Comès, y relate son expérience personnelle, celle de la naissance de Silence, un album ayant fait la célébrité de Comès. Olivier Grenson, dessinateur et auteur belge de la bande dessinée, jette un regard d’expert sur l’œuvre, les techniques graphiques, l’écriture et la régie des images de Comès. Enfin, l’hommage artistique du dessinateur français Christophe Chabouté.

### Para-BD
À l'occasion, Olivier Grenson réalise des portfolios, ex-libris, tirés à part, marque-pages, posters, cartes ou cartons, étiquettes de vin ou de champagne et commet quelques travaux publicitaires. Grenson réalise une pochette de disque pour Los Chicos. Il réalise également des affiches de festivals de bande dessinée.

### Hommages rendus
Grenson rend hommage à Jean Dufaux avec l'exposition Jean Dufaux, les mots derrière l’image tenue à la bibliothèque municipale de Reims en 2006. Lors du décès de son ami Tibet, il dessine un Ric Hochet songeant à son créateur devant une planche d'où s'envolent les personnages de son autre série Chick Bill. En refaisant la couverture de Blanc Casque, c'est cette fois à Jijé que l'hommage est rendu. À l'occasion des 50 ans de carrière de François Walthéry, il lui rend hommage ainsi qu'au Vieux Bleu et au P'tit Bout d'chique dans Walthéries - Les auteurs BD fêtent François Walthéry en 2012. Le 22 mars 2013, il fait partie des 48 auteurs du Chat qui griffent le numéro surprise de journal Le Soir en cachette de Philippe Geluck mais avec la complicité de son studio. À la disparition de Philippe Delaby, il lui rend hommage avec une couverture de La Pourpre et l'Or dont la statue pleure. Avec le dessin de la couverture du catalogue de l'exposition L'Âge d'or de la bande dessinée belge, Grenson réalise un hommage à ses aînés de l'École belge : Morris, Peyo, Jacobs, Macherot, Comès, Hermann, Lambil, Hausman, Graton, Will. Pour le 70e anniversaire de Marc Wasterlain, il interprète le Docteur Poche à sa façon. Pour la réédition de l'album Le Réseau Madou, il rend hommage à Thierry Laudacieux d'Alain Goffin. Lors de l'exposition Ever Meulen and Friends à Bruxelles en octobre 2017, c'est à ce dernier qu'il rend hommage. Grenson rend un dernier hommage à Tome, lors de son décès soudain et inattendu en octobre 2019 et participe au Spirou numéro spécial Hommage à Tome no 4256 du 6 novembre 2019 qui restera exceptionnellement en kiosque pendant quatre semaines,.

### Expositions

#### Expositions personnelles
- Carland Cross, librairie Le Fantôme espagnol - Bruxelles de la fin mars au début avril 1992[10]
- Olivier Grenson, Galerie Frédéric Bosser - Paris du 10 décembre au 28 décembre 2002[106]
- Niklos Koda - Magie noire, Librairie Filigranes - Bruxelles du 2 octobre au 17 octobre 2004[107]
- On a marché sur la bulle – 14e festival de bande dessinée d’Amiens - (France) - juin 2009[108]
- Niklos Koda – Centre culturel d'Uccle (Bruxelles) (Belgique) - janvier 2009[109]
- La Femme accident – Librairie Jaune 2 - Wavre (Belgique) du 20 novembre au 10 décembre 2009[110]
- Au cœur de son art – Musée d'art contemporain de Bucarest (Roumanie) - octobre à novembre 2010[111]
- La Douceur de l'enfer, librairie BD World - Waterloo (Belgique) - mai 2011[112]
- Sortie du tome 2 de La Douceur de l'enfer, Galerie Maghen - Paris du 29 février au 17 mars 2012[113]
- 25 ans de création – Musée de la bande dessinée - (Bruxelles) (Belgique) - octobre 2013 à janvier 2014[114]
- Niklos Koda fin de série, Galerie Maghen - Paris du 1er juin au 24 juin 2017[115],[116]
- Cœur d'acier à la Manufacture Urbaine, Charleroi du 10 novembre au 9 décembre 2017[117]
- XIII Mystery, Galerie Champaka - Bruxelles du 8 novembre au 1er décembre 2018[118]
- La Fée assassine et Le Nageur solitaire, Atelier Anthèse, Montrouge du 16 juin au 5 juillet 2022[119].
- Le Partage des mondes[120], Galerie Champaka, Bruxelles du 23 mai au 16 juin 2024.

#### Expositions collectives
- BD en 33 tours - 40 dessinateurs et illustrateurs ont revisité les pochettes de vinyle 33 tours de leur groupe ou artiste favori, Waterloo de septembre à octobre 2006[121],[122]
- Jean Dufaux, les mots derrière l’image, bibliothèque municipale de Reims en collaboration avec les éditions Dargaud du 7 novembre 2006 au 13 janvier 2007[96].
- 20e anniversaire de la collection « Aire libre » - Rétrospective Olivier Grenson, Galerie Maghen - Paris du 29 avril au 13 mai 2008[123],[124]
- United Comics of Belgium du 2 avril au 12 septembre 2021, commissaire de l'exposition collective de 27 autrices et auteurs de bande dessinée belge représentatifs de la création belge en 2020 dont quelques œuvres du Nageur solitaire[125],[126],[127],[128],[2].

### Collections publiques
1 œuvre de cet artiste est conservée à la Maison Autrique et fait partie du patrimoine mobilier de la région Bruxelles-Capitale.

## Réception

### Prix et distinctions
- 1991 :  prix Avenir décerné par le Centre belge de la bande dessinée pour Le Golem[130],[131],[2],[132] ;
- 1996 :  prix du meilleur dessin décerné par le Centre belge de la bande dessinée pour La Goule de Shadwell[130],[131],[2],[133] ;

Prix décernés pour le diptyque la Femme Accident réalisé avec Denis Lapière en 2010
- Le prix de l'Ange Gardien (Festival du Rœulx)[2] ;
- Le César du meilleur album (Auderghem)[134],[2];
- La Serpe d'Or Faches-Thumesnil[2].

Prix décernés pour le diptyque La Douceur de l'Enfer
- dBD Award du meilleur premier tome pour La Douceur de l'enfer[135],[2] ;
- 2012 :  prix Diagonale 2012 du meilleur album pour La Douceur de l'Enfer[136],[2] ;
- 2019 :  prix de la mer du Nord, Festival de Knokke-Heist[137].

### Sélection
Le partage des mondes a fait partie 
- des 5 BD sélectionnées au prix Rossel 2024[138] ;
- et des 11 BD sélectionnées au Prix Château de Cheverny de la bande dessinée historique 2024[139].

#### Livres
: document utilisé comme source pour la rédaction de cet article.
- Jean-Louis Lechat, Un demi-siècle d’aventures t. 2 : 1970 - 1996, Bruxelles, Le Lombard, 5 décembre 1996, 224 p., ill. ; 31 cm (ISBN 280361233X, OCLC 37995939, BNF 37539082, présentation en ligne), p. 110. .
- Jean Pirotte (dir.) et Luc Courtois, Du régional à l'universel. : L'imaginaire wallon dans la bande dessinée., Louvain-la-Neuve, Fondation wallonne Pierre-Marie et Jean-François Humblet, 1999, 310 p. (ISBN 978-2-9600072-3-7 et 2960007239, OCLC 1075833932), p. 229 lire sur Google Livres
- Le 9e Rêve no 6, Bruxelles, Institut Saint-Luc de Bruxelles, École de recherche graphique, 2006, 144 p. (présentation en ligne), p. 21, 47.
- Patrick Gaumer, « Grenson, Olivier », dans Dictionnaire mondial de la BD, Paris, Larousse, 2010, 953 p., ill. ; 27 cm (ISBN 978-2-0358-4331-9 et 2-0358-4331-6, OCLC 920924930, présentation en ligne), p. 394. .
- Philippe Mellot, Michel Denni, Laurent Turpin et Isabelle Morzadec, Trésors de la bande dessinée : BDM 2021-2022 - Catalogue encyclopédique et Argus, Paris, Les Arènes, novembre 2020, 22e éd., 1700 p., ill. ; 23 cm (ISBN 9791037502582, OCLC 1240308146, présentation en ligne), p. 206, 207, 358, 399, 427, 573, 795, 1230. .

#### Périodiques
- Marc Bauloye, « L'irrésistible ascension d'Olivier Grenson », Rêve-en-Bulles, no 9,‎ novembre 1994, p. 20-21
- Olivier Grenson (interviewé par Nicolas Anspach et Marc Carlot), « Olivier Grenson », Auracan, no 9,‎ mars-avril 1995, p. 5-9.
- Olivier Grenson (interviewé par Jean-Louis Lechat), « Pour moi le dessin est un moyen de séduction », La Lettre - L'officiel de la bande dessinée, Dargaud, no 49,‎ septembre-octobre 1999, p. 20-21.
- Dany, « L'Invité de Dany : Olivier Grenson », dBD, no 5 (cahier n°2),‎ décembre 1999, p. 41.
- Olivier Grenson (interviewé par Olivier Maltret), « L'Invité de Dany : Olivier Grenson », dBD, no 5 (cahier n°2),‎ décembre 1999, p. 42-48.
- Olivier Grenson (interviewé par Jean-Pierre Fuéri), « Grenson : Koda c'est magique », Avant-première, no 18 (supplément Niklos Koda),‎ novembre 2002, p. 3-14.
- Olivier Grenson (interviewé par Jean-Louis Lechat), « Grenson in Koda venenum ! », La Lettre - L'officiel de la bande dessinée, Dargaud, no 74,‎ novembre-décembre 2003, p. 36-37.
- Olivier Grenson (interviewé par Frédéric Bosser), « À la une : La révélation Grenson », dBD, no 53,‎ mai 2011, p. 18-23 (ISSN 1951-4050).
- Olivier Grenson (interviewé par Frédéric Bosser), « Olivier Grenson : L'Envol d'un enfant de la balle », dBD, no 77,‎ octobre 2013, p. 29-35.
- Olivier Grenson (interviewé par Frédéric Bosser), « La Bataille du VIe livre », L'Immanquable, no 48,‎ janvier 2015.
- Olivier Grenson (interviewé par Frédéric Bosser), « Dossier spécial XIII : Olivier Grenson : L'Élu », dBD, no 127,‎ octobre 2018, p. 48-51.

#### Articles
- Joël Grégoire, « Sur les traces du ténébreux Niklos Koda », La DH Les Sports+,‎ 26 octobre 2001 (lire en ligne, consulté le 18 juin 2022)
- Michaël Kaibeck, « Ça ne fait que commencer... », La DH Les Sports+,‎ 15 octobre 2004 (lire en ligne, consulté le 18 juin 2022)
- Olivier Grenson (interviewé par Denis Senié), « Grenson: 10 ans de Koda, mais pas que... », La Voix du Nord,‎ 24 janvier 2009 (lire en ligne, consulté le 19 juin 2022)
- Christian Laporte, « Bruno Coppens et des cerfs-volants décorés par des artistes à Woluwe-St-Pierre », La Libre Belgique,‎ 2 avril 2015 (lire en ligne, consulté le 18 juin 2022)
- Daniel Couvreur, « Olivier Grenson, le tragédien romantique - Portrait d’un homme optimiste. », Le Soir,‎ 26 décembre 2017 (lire en ligne , consulté le 19 juin 2022)
- Daniel Couvreur, « Olivier Grenson, le poète graphique », Le Soir,‎ 27 décembre 2017 (lire en ligne , consulté le 19 juin 2022)
- Olivier Grenson (interviewé par Jean Bernard), « Heurs et malheurs des auteurs », La Libre,‎ 14 septembre 2019 (lire en ligne, consulté le 18 juin 2022).
- Olivier Grenson (interviewé par Jean-Laurent Truc), « Interviews : Interview : Olivier Grenson avec Le Partage des mondes « j’ai créé un iceberg dont le lecteur ne voit que la pointe » », Ligne claire,‎ 20 avril 2024 (lire en ligne, consulté le 11 septembre 2024).
- Olivier Grenson (interviewé), « Interview d'Olivier Grenson, à propos du « Nageur solitaire » », La Mouette hurlante,‎ 8 août 2024 (lire en ligne, consulté le 12 octobre 2024).

### Émissions de télévision
- Olivier Grenson dans son atelier, présenté par Éric Russon sur az-za.be (5 min 35 s), 18 août 2015.
- La Femme accident d'Olivier Grenson, en expo et en intégrale sur Télésambre, reportage V. Bocquet - Q. Flament - R. Maes (2 min 35 s), 2017.
- Kaboom ! - Tome #67 – Olivier Grenson sur RTL-TVI, présentation : Thibaut Fontenoy - réalisation : Patrice Gautot - production : Bangarang (14 min 59 s), 27 avril 2023 Voir en ligne.

### Podcasts
- Olivier Grenson - La Fée assassine sur Auvio  (1 min 5 s), 27 février 2021
- #08 - Olivier Grenson, le dessinateur de BD qui mêle rêves et réalité, production du Hub créatif de Charleroi Métropole sur hub-charleroi.be (27 min 35 s), 1er juillet 2022.

### Vidéographie
- [vidéo] « Dans l'atelier de : Olivier Grenson », sur YouTube, 15 avril 2024
- [vidéo] « Le Partage des mondes d’Olivier Grenson : la couleur de l’espoir », sur YouTube, 20 avril 2024